# Duridrilus piger
Duridrilus piger är en ringmaskart som beskrevs av Erséus 1984. Duridrilus piger ingår i släktet Duridrilus och familjen glattmaskar. Inga underarter finns listade i Catalogue of Life.